# Cophixalus biroi
Espèce
Synonymes
- Phrynixalus biroi Méhely, 1901

Statut de conservation UICN

 LC  : Préoccupation mineure
Cophixalus biroi est une espèce d'amphibiens de la famille des Microhylidae.

## Répartition

Aire de répartition de Cophixalus biroi.

Cette espèce est endémique de Nouvelle-Guinée. Son aire de répartition, située dans le nord de l'île, s'étend de la Nouvelle-Guinée occidentale jusqu'à la Papouasie-Nouvelle-Guinée. Elle est présente entre 700 et 1 600 m d'altitude,.

## Étymologie
Cette espèce est nommée en l'honneur de Ludwig Biró.

## Publication originale
- Méhelÿ, 1901 : Beiträge zur Kenntnis der Engystomatiden von Neu-Guinea. Természetrajzi Füzetek, vol. 24, p. 169–271 (texte intégral).